# خلیج اومولیاخ
خلیج اومولیاخ (انگلیسی: Omulyakh Bay) یک خلیج در جمهوری یاقوتستان کشور روسیه است.